# نی باث
نی باث (Naboth (Hebrew: נבות‎)) از اهالی جزرییل (Jezreel) در یهودیه باستان بود که به دست پادشاه آنجا، اهب، کشته شد.

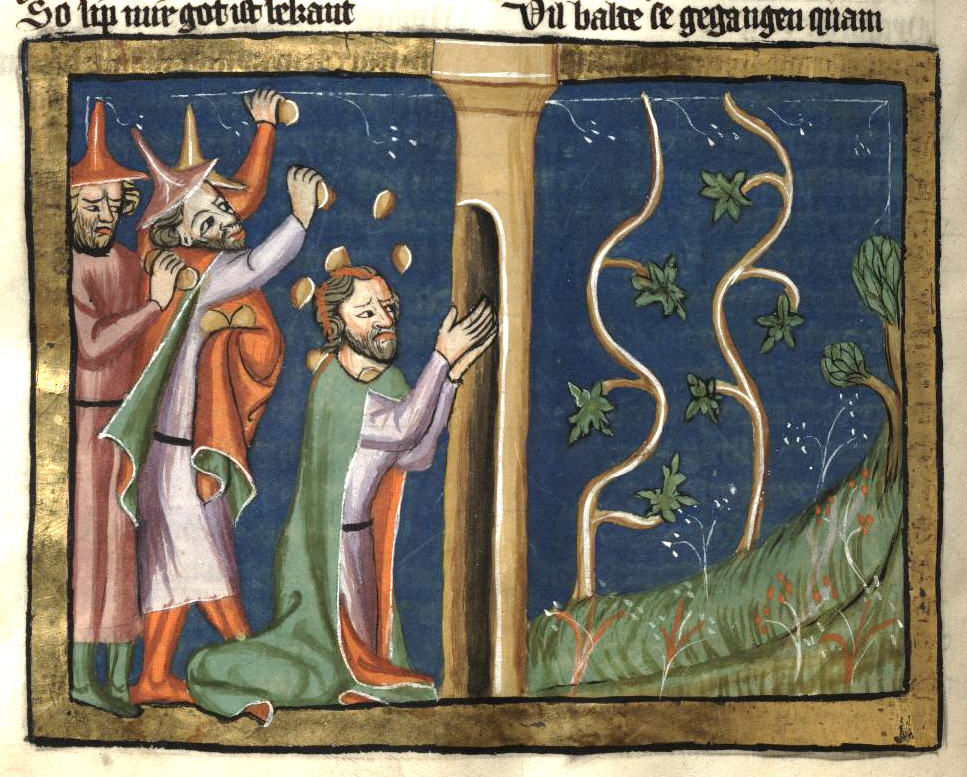
نی باث در حال سنگسار شدن در جلو باغ خود، نقاشی در پراگ، سده 14 میلادی

بر طبق کتاب مقدس، کتاب شاهان، نِی باث شهروندی از جزرییل بود که تاکستانی را به ارث می‌برد. پادشاه یهودا، اهب، که به این تاکستان نظر داشت، از او می‌خواهد که آن را به او بفروشد، اما نِی باث پیشنهاد او را نمی‌پذیرد. ایزابل (جِزِبل) همسر فاسد شاه، به او اتهام توهین به شاه را می‌زند. در نتیجه این اتهام او سنگسار و خاندانش کشته می‌شوند و تاکستان به دست اهب می‌افتد. گویند الیاس نبی، در زمانی که اهب در تاکستان بود، پیش بینی کرد که او و تمامی نوادگانش نابود شده و ایزابل غذای سگ‌ها می‌شود.